# Список объектов культурного наследия Новочеркасска

## Памятники архитектуры
Уровень охраны: Ф — федеральный, М — местный, Н — неизвестен
| Код ОКН                         | Уровень | Комплекс (ансамбль) | Охраняемый объект | Расположение        | Координаты                               | Состояние | Фото | Категория на Викискладе | Внешние ссылки |
| ------------------------------- | ------- | --- | --- | ------------------- | ---------------------------------------- | --------- | ---- | ----------------------- | -------------- |
| 6110046000                      | Ф       | Арка триумфальная (северная) | Арка триумфальная (северная) | Спуск Герцена       | 47°25′45″ с. ш. 40°05′53″ в. д.          |           |      |                         |                |
| 6110050000                      | Ф       | Памятник Донскому атаману Ермаку Тимофеевичу                                                                                    | Памятник Донскому атаману Ермаку Тимофеевичу                                                                                    | пл. Ермака 1        | 47°24′54″ с. ш. 40°06′32″ в. д.          |           |      |                         |                |
| 6110053000 (недоступная ссылка) | Ф       | Арка триумфальная (западная) | Арка триумфальная (западная) | пр. Платовский 101  | 47°24′20″ с. ш. 40°05′04″ в. д.          |           |      |                         |                |
| 6110049000                      | Ф       | Войсковой Вознесенский собор - усыпальница Героев Отечественной войны 1812 года: М.И.Платова, В.В.Орлова-Денисова, И.Е.Ефремова | Войсковой Вознесенский собор - усыпальница Героев Отечественной войны 1812 года: М.И.Платова, В.В.Орлова-Денисова, И.Е.Ефремова | пл. Ермака 1        | 47°24′51″ с. ш. 40°06′36″ в. д.          |           |      |                         |                |
| 3700001391                      | Ф       | Комплекс зданий Донского политехнического института                                                                             | Главный учебный корпус | ул. Просвещения 132 | примерно 47°25′01″ с. ш. 40°05′11″ в. д. |           |      |                         |                |
| 6110054002 (недоступная ссылка) | Ф       | Комплекс зданий Донского политехнического института                                                                             | Горный учебный корпус | ул. Просвещения 132 | примерно 47°25′03″ с. ш. 40°05′00″ в. д. |           |      |                         |                |
| 6110054003                      | Ф       | Комплекс зданий Донского политехнического института                                                                             | Химический учебный корпус | ул. Просвещения 132 | примерно 47°25′01″ с. ш. 40°05′02″ в. д. |           |      |                         |                |
| 6110054004 (недоступная ссылка) | Ф       | Комплекс зданий Донского политехнического института                                                                             | Энергетический учебный корпус                                                                                                   | ул. Просвещения 132 | примерно 47°25′04″ с. ш. 40°05′06″ в. д. |           |      |                         |                |
| 6110051000                      | Ф       | Здание мужской гимназии | Здание мужской гимназии | пр. Ермака 92       | 47°25′12″ с. ш. 40°06′00″ в. д.          |           |      |                         |                |
| 6110052000                      | Ф       | Дом, в котором жил и работал соратник В. И. Ленина - Ф. В. Ленгник                                                              | Дом жилой | ул. Ленгника 23     | 47°25′12″ с. ш. 40°05′12″ в. д.          |           |      |                         |                |
| 6110048001 (недоступная ссылка) | Ф       | Усадьба, в которой жил художник-баталист Греков Митрофан Борисович с 1924 по 1930гг                                             | Дом М.Б.Грекова, в котором он жил с 1924 по 1930 г.                                                                             | Грекова ул., 118    | 47°25′25″ с. ш. 40°06′14″ в. д.          |           |      |                         |                |
| 6110048002                      | Ф       | Усадьба, в которой жил художник-баталист Греков Митрофан Борисович с 1924 по 1930гг                                             | Каменное кресло | Грекова ул., 118    | 47°25′25″ с. ш. 40°06′14″ в. д.          |           |      |                         |                |